# Juan Antonio Pezet
Pour les articles homonymes, voir Pezet.
Juan Antonio Pezet y Rodríguez de la Piedra, né le 11 juin 1809 à Lima (Pérou) et mort le 24 mars 1879 dans le district de Chorrillos à Lima, est un militaire et homme d'État péruvien.
Il est le président de la République du Pérou, du 2 août 1863 au 25 avril 1865.

## Biographie
Il est le fils de Joseph Pezet Monel, médecin, journaliste, écrivain et parlementaire, un des héros de l'indépendance du Pérou. Son grand-père français, Antoine Pezet Eustache, est arrivé à Lima en 1765.
Colonel d'un bataillon de francs-tireurs, Juan Antonio Pezet soutient en 1835 les actions de Agustín Gamarra contre la Confédération péruvio-bolivienne, ce qui lui vaut d'être banni quelque temps. À son retour, il est nommé préfet de Lima, puis participe au putsch de Vivanco. Il est blessé, fait prisonnier, mais finalement amnistié. En 1848, il est général en chef de la région Sud et préfet de Moquegua.
En 1862, il est élu premier vice-président du général San Román et accède constitutionnellement à la présidence de la République le 2 août 1863 après la mort de ce dernier. Au cours de son mandat, les difficultés de l'Espagne aboutissent à l'occupation des îles Chincha le 14 avril 1864. L'accord qu'il négocie le 27 janvier 1865 avec l'escadre espagnole est jugé infamant  pour l'honneur péruvien. Un soulèvement s'ensuit et Pezet démissionne le 7 novembre 1865 et se retire à Richmond en Angleterre.
Il retourne dans son pays en 1871 et vit à Chorrillos jusqu'à sa mort.

## Source
- (en) Cet article est partiellement ou en totalité issu de l’article de Wikipédia en anglais intitulé « Juan Antonio Pezet » (voir la liste des auteurs).